# Mansión de Mālpils
La Mansión de Mālpils (en letón: Mālpils muižas pils) es una casa señorial en la región histórica de Vidzeme, en el norte de Letonia.

## Historia
Un castillo militar (en alemán: Schloß Lemburg) fue construido en la segunda mitad del siglo XIV y fue demolido después de la guerra de 1626. No fue reemplazado hasta la segunda mitad del siglo XVIII cuando una nueva mansión fue construida cerca de las ruinas del castillo. La mansión ardió en un incendio en 1905 y fue reconstruida entre 1907 y 1911 por el maestro constructor Jānis Meņģelis según el diseño del arquitecto Wilhelm Bockslaff.
Entre 1949 y 1965 fue las sede de una escuela de tecnología de riego. Después de 1980 albergó un museo de agricultura e irrigación, exhibiendo el primer mapa de Letonia dibujado en 1688 por ingenieros suecos. El edificio fue privatizado y renovado después de 2006 y ahora alberga un restaurante y hotel con catering e instalaciones para conferencias.